# Bow Valley
Bow Valley – jednostka osadnicza w Stanach Zjednoczonych, w stanie Nebraska, w hrabstwie Cedar.